# Group DF

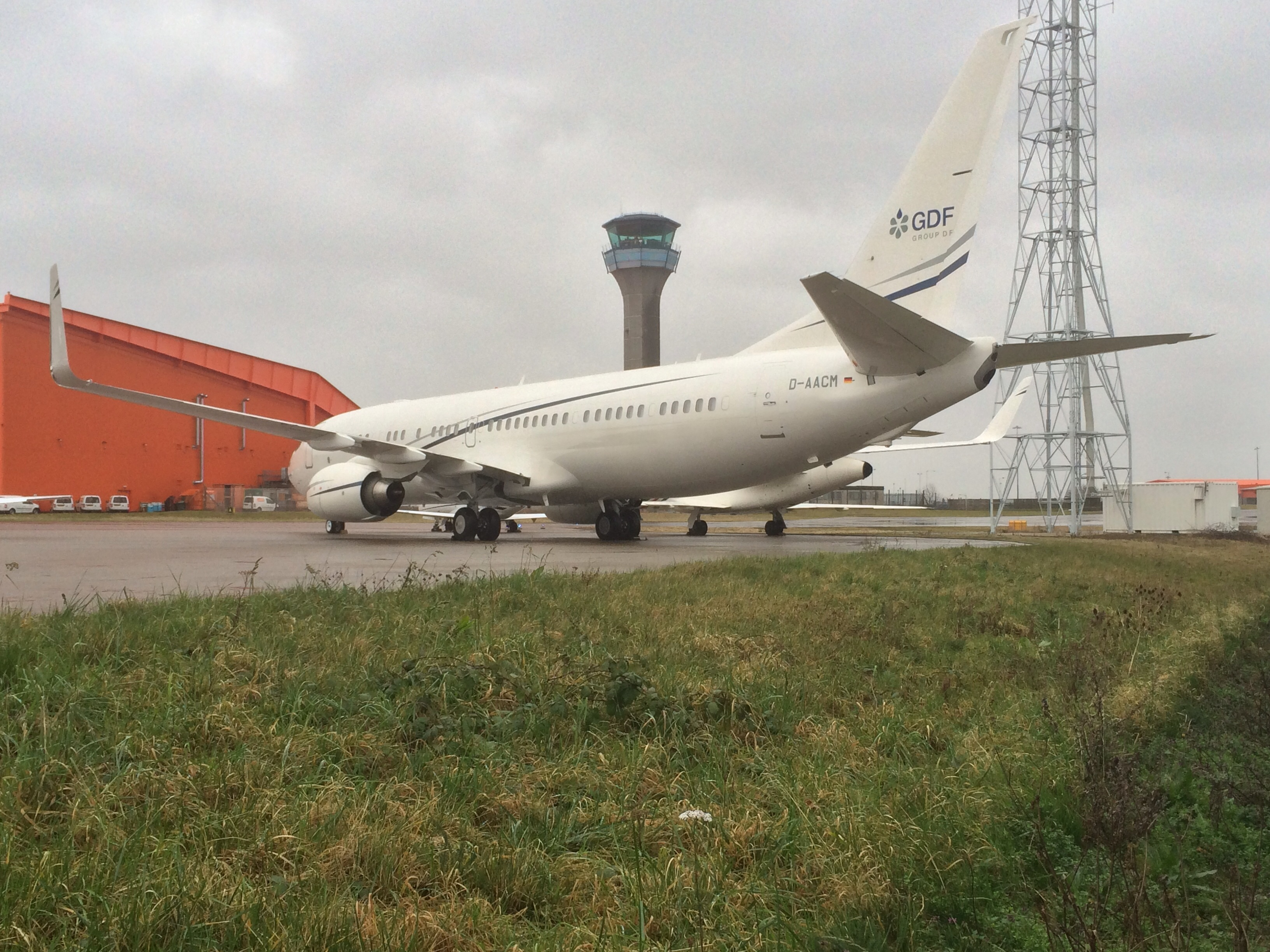
Firmenflugzeug der Group DF

Die Group DF ist ein ukrainischer Mischkonzern. Er ist auf den Gebieten Chemie, Metallurgie, Erdgas, Landwirtschaft und Medien tätig und Eigentum des ukrainischen Oligarchen Dmytro Firtasch.
Das Tochterunternehmen Ostchem war vor dem Überfall Russlands auf die Ukraine 2022 der weltweit drittgrößte Nitrat-, viertgrößte Ammoniak- und zwölftgrößte Harnstoffhersteller. Bei den wochenlangen erbitterten Kämpfen um Sjewjerodonezk wurde das dortige große ASOT-Chemiewerk stark beschädigt.
Krymski Titan ist der größte Hersteller von Titandioxid in Osteuropa.
Die Produktion in den Düngerwerken Tscherkassy Asot und Riwneasot steht seit April 2015 still, nachdem die Gaszufuhr aufgrund eines Gerichtsentscheids gestoppt wurde.

## Tochterunternehmen

### Stickstoffdünger
Bereich Stickstoffdünger
- Holding Ostchem[4]
  - Tscherkassy Asot (Tscherkassy, Ukraine)
  - Konzern Stirol (Horliwka, Ukraine)
  - Sjewjerodonezke objednannja Asot (Sjewjerodonezk, Ukraine)
  - Riwneasot (Riwne, Ukraine)
  - UkrAhro NPK (Düngervertrieb)
  - Hafen „Nika Tera“ (Mykolajiw, Ukraine)
  - Nitrofert (Kohtla-Järve, Estland)

### Titan
Bereich Titan
- Krymski Titan (Armjansk, Krim)[7]
  - Bergbau- und Konzentrationskomplex Irschansk
  - Bergbau- und Metallurgiekomplex Wilnohirsk

### Natriumcarbonat
Bereich Natriumcarbonat
- Krymski sodowy sawod (Krasnoperekopsk, Krim)[8]

### Landwirtschaft
- Synkiv Agro[9]

### Erdgas
- Sangas[10]

### Medien
- Inter Media Group[11]

### Hafen
- Frachthafen Nika-Tera in Mykolajiw[12]

### Logistik
- Nika Trans Logistics (Bahnwaggons, Lkw, Schiffe)[13]

Über die im Eigentum stehenden Unternehmen hinaus kontrolliert die Group DF durch Schuldverhältnisse und persönliche Beziehungen de facto das formal in Staatsbesitz stehende Chemieunternehmen Sumykhimprom, das unter anderem Titandioxid, Eisenoxidpigmente, Schwefelsäure und Kunstdünger produziert.